# Cleveland Bulldogs
Cleveland Bulldogs foi uma equipe de futebol americano sediada na cidade de Cleveland, Ohio, nos Estados Unidos. Foi campeã da Temporada de 1924 da National Football League.
Segundo o livro, O Início da NFL 1920-1952, o dono da equipe quando comprou o Canton Bulldogs, fundiu o nome da sua equipe com a nova equipe. Depois de o time ser vendido novamente para Canton e ter falido, a equipe novamente foi vendida para Cleveland para jogar a temporada de 27, com jogadores do recém-falido time do Kansas City Cowboys. Na temporada seguinte o time praticamente se mudou para a nova franquia, Detroit Wolverines.[carece de fontes?]